# زیر صفر (فیلم ۱۹۳۰)
زیر صفر (به انگلیسی: Below Zero) یک فیلم کمدی با نقش‌آفرینی لورل و هاردی است.

## داستان فیلم
رول و هاردی نوازندگان دوره‌گرد در سرمای زمستان به امید مقداری پول در کنار خیابان مشغول نواختن اند که سازهایشان را در یک دعوا از دست می‌دهند. در همین زمان آنها یک کیف پول پیدا می‌کنند که به آنها شانس خوردن یک غذای گرم را می‌دهد. ولی شخص دیگری نیز در کمین کیف پول است.